# New Warriors (piloto de televisão)
Marvel's New Warriors (ou simplesmente New Warriors), é uma série de televisão norte-americana criada por Kevin Biegel para a Freeform, baseada na equipe homônima da Marvel Comics. É ambientada no Universo Cinematográfico Marvel, compartilhando continuidade com os filmes e outras séries de televisão da franquia. A série é produzida pela ABC Signature Studios e Marvel Television, com Biegel servindo como showrunner.
A série centra-se nos Novos Guerreiros, seis jovens com super-poderes que consistem em Doreen Green / Garota Esquilo, Craig Hollis / Senhor Imortal, Dwayne Taylor / Radical, Robbie Baldwin / Speedball, Zach Smith / Micróbio, e Deborah Fields / Escombro, que querem ajudar o mundo, embora eles não estejam prontos para serem heróis. Em agosto de 2016, a Marvel Television havia desenvolvido uma série centrada no Novos Guerreiros e começou a oferecê-la a redes de cabo e de streaming. Em abril de 2017, New Warriors recebeu uma ordem de produção da Freeform, e chegou a um acordo com Biegel para servir como showrunner e escrever o primeiro roteiro.
A série, composta por 10 episódios, estava programada para estrear em 2018, porém foi cancelada e todo projeto abandonado.

## Premissa
Seis jovens com poderes e habilidades muito diferentes dos Vingadores, querem fazer um impacto positivo no mundo, mesmo que eles não estejam prontos para serem heróis.

## Elenco e personagens
- Doreen Green / Garota Esquilo: Uma fangirl de verdade, que também é uma líder natural—confiante e forte—com habilidades de acrobata e força sobre-humana, e pode se comunicar, se mover e lutar como um esquilo. Ela tem um companheiro esquilo, Tippy Toe.[1][2]
- Craig Hollis / Senhor Imortal: "O causador de problemas" dos Novos Guerreiros que não pode morrer, e tem uma personalidade arrogante e mal-humorada.[2]
- Dwayne Taylor / Radical: Uma celebridade local sem super-poderes, que tem seu próprio canal no YouTube e cujos pais morreram quando era mais novo, deixando-o com a fortuna de sua família.[2]
- Robbie Baldwin / Speedball: Uma pessoa imatura e impulsiva que pode jogar bolas cinéticas de energia, mas fora de controle. Baldwin cresceu vendo jatos decolando da Torre dos Vingadores.[2]
- Zach Smith / Micróbio: Um tímido hipocondríaco que pode se comunicar com germes, e está procurando um grupo de pessoas para sair com ele.[2][3]
- Deborah Fields / Escombro: Uma malandra com poder telecinético de baixo nível, que é uma lésbica e sofreu perda pessoal como resultado de seu heroísmo.[2]

## Produção

### Desenvolvimento
Até o final de agosto de 2016, a Marvel Television e a ABC Studios estavam desenvolvendo uma série de comédia de meia hora com base nos Novos Guerreiros  , com a série sendo oferecida para redes a cabo e serviços de streaming. Em abril de 2017, a Freeform colocou uma ordem de produção para a série. Kevin Biegel também estava chegando a um acordo para escrever um roteiro e servir como showrunner da série, que a Marvel tinha ligado ao projeto antes da Freeform encomendar a série. O vice-presidente executivo da Marvel Television Jeph Loeb e Jim Chory assinaram contrato para produzir a série ao lado de Biegel.
Karey Burke, vice-presidente executiva de programação e desenvolvimento da Freeform, notou que a rede tinha interesse em trabalhar numa série da Garota Esquilo antes que a Marvel estivesse pronta para avançar com qualquer coisa e antes da Freeform encomendar sua outra série da Marvel, Manto & Adaga. Burke também sentiu que a Freeform foi a melhor emissora para New Warriors depois que a Marvel começou "a ver nossa força com os jovens adultos e juntos pudemos criar uma linha para o conteúdo que é específico para a nossa audiência. Era importante para nós dois encontrarmos os personagens certos que pareciam falar diretamente com o público da Freeform. Os Vingadores não iriam trabalhar aqui, mas os heróis que estariam prestes a ser Vingadores trabalham aqui."

### Ligações com o Universo Cinematográfico Marvel
Discutindo possíveis conexões com Manta & Adaga, Burke disse que as duas séries não estão "particularmente conectadas", dado que "seus tons são muito diferentes", acrescentando: "Existem muitos níveis de separação com onde elas caem no Universo Marvel. Mas tudo é possível com a Marvel ". Sobre se a rede consideraria fazer séries solos para cada um dos personagens da equipe dos Novos Guerreiros, de forma semelhante às séries da Marvel da Netflix que envolve Os Defensores, Burke não descartou a ideia, dizendo que os personagens "estão unidos como uma banda de underdogs", mas que a série é "conceitualmente feita sob medida para spin-offs."

## Lançamento
New Warriors estava programado para estrear na Freeform em 2018, com a série composta de 10 episódios, porém acabou tendo o projeto sido abandonado.